# Эль-Марага
Эль-Марага (араб. المراغة‎) — город в центральной части Египта, расположенный на территории мухафазы Сохаг.

## Географическое положение
Город находится на северо-востоке мухафазы, на левом берегу реки Нил, на расстоянии приблизительно 15 километров к северо-западу от Сохага, административного центра провинции. Абсолютная высота — 23 метра над уровнем моря.

## Демография
По данным переписи 2006 года численность населения Эль-Мараги составляла 38 393 человека.
Динамика численности населения города по годам:
| 1996   | 2006   | 2018   |
| ------ | ------ | ------ |
| 31 559 | 38 393 | 49 872 |

## Транспорт
Ближайший гражданский аэропорт — Международный аэропорт Сохага.